# Rechtskreistheorie
Die Rechtskreistheorie ist ein rechtswissenschaftlicher Maßstab im Strafverfahrensrecht. Diese in der BGH-Rechtsprechung gründende Theorie besagt, dass ein Angeklagter eine Revision wegen Verletzung von Verfahrensvorschriften nur auf solche Verfahrensvorschriften stützen kann, deren Verletzung den Rechtskreis des Angeklagten wesentlich berührt. Diese Ansicht wird als Rechtskreistheorie bezeichnet. Beispielsweise wurde sie bedeutsam für Existenz von Beweisverwertungsverboten.
Im Wortlaut heißt es dazu in einer Entscheidung des Bundesgerichtshofes, Großer Senat für Strafsachen, aus dem Jahre 1958:

„Die Verfahrensgestaltung in ihrer Gesamtheit nötigt hiernach dazu, ein allgemeines Revisionsrügerecht gegenüber Verfahrensverstößen abzulehnen.
Da sich der Ausschluß des Rügerechts im einzelnen nicht unmittelbar aus dem Gesetz ergibt, muß bei jeder Vorschrift geprüft werden, ob ihre Verletzung den Rechtskreis des Beschwerdeführers wesentlich berührt oder ob sie für ihn nur von untergeordneter oder von keiner Bedeutung ist. Bei dieser Untersuchung sind vor allem der Rechtfertigungsgrund der Bestimmung und die Frage, in wessen Interesse sie geschaffen ist, zu berücksichtigen.“

In einer Entscheidung des BGH aus dem Jahre 2004, die sich unter anderem auf diese Entscheidung beruft, wird dieses Problem auf die Frage verkürzt, ob eine Norm dem Schutz des Angeklagten diene:

„Auf eine unterbliebene Belehrung über ein mögliches Auskunftsverweigerungsrecht nach § 55 StPO kann die Revision nicht gestützt werden, weil diese Vorschrift – anders als etwa §§ 52, 252 StPO – nicht dem Schutz des Angeklagten, sondern ausschließlich dem des Zeugen dient (Rechtskreistheorie, st. Rspr., vgl. BGHSt 1, 39, 40; 11, 213, 219; 38, 302, 304; […]).“

Daher wird in der Rechtslehre vertreten, die Rechtskreistheorie sei von der Rechtsprechung weitestgehend zugunsten der Schutzzwecklehre aufgegeben worden.
- Beispiel: Einem Arzt steht ein Zeugnisverweigerungsrecht nach § 53 StPO  zu. Zwar findet sich in der Norm keine Pflicht zur Belehrung, da man davon ausgehen kann, dass Berufsgeheimnisträger über ihr Recht in Kenntnis sind; jedoch kann sich solch eine Belehrungspflicht aus einer Fürsorgepflicht des Gerichts ergeben, wenn dem Berufsgeheimnisträger sein Zeugnisverweigerungsrecht offensichtlich nicht bekannt ist.[5] Macht nun ein Arzt in Unkenntnis von seinem Recht eine belastende Aussage, kann der Angeklagte keinen Verfahrensfehler rügen. Die Zeugnisverweigerungsvorschrift des § 53 StPO schützt den Patienten, nicht aber den Angeklagten. Auch eine fehlende Belehrung über das Auskunftsverweigerungsrecht nach § 55 StPO oder ein Verstoß gegen körperliche Untersuchungen nach § 81c StPO fallen nicht in den Rechtskreis des Beschuldigten, da dieser ausschließlich dem Schutz Dritter dient. Anders dagegen § 52 StPO: Dieser dient unter anderem dem Schutz der Familienbande und fällt daher in den Rechtskreis des Beschuldigen bzw. Angeklagten.

Auf diese Grundsätze kann er jedoch nicht nur beim Rechtsmittel der Revision verwiesen werden, sondern in jedem Stadium des Verfahrens. Bei der Frage, ob ein Beweiserhebungsverbot auch ein Beweisverwertungsverbot nach sich zieht, ist auch die Frage zu stellen, ob das Beweiserhebungsverbot, gegen das verstoßen wurde, den Rechtskreis des Beschuldigten sichern soll.